# 狼山站
狼山站是京包铁路（原京张铁路）上的一个小火车站，位于河北省张家口市怀来县狼山乡境内。